# TT312
TT312 (Theban Tomb 312) è la sigla che identifica una delle Tombe dei Nobili ubicate nell'area della cosiddetta Necropoli Tebana, sulla sponda occidentale del Nilo dinanzi alla città di Luxor, in Egitto. Destinata a sepolture di nobili e funzionari connessi alle case regnanti, specie del Nuovo Regno, l'area venne sfruttata, come necropoli, fin dall'Antico Regno e, successivamente, sino al periodo Saitico (con la XXVI dinastia) e Tolemaico.

## Titolare
TT312 era la tomba di:
| Titolare      | Titolo                          | Necropoli      | Dinastia/Periodo             | Note |
| ------------- | ------------------------------- | -------------- | ---------------------------- | ---- |
| Nespakhashuty | Governatore della Città e Visir | Deir el-Bahari | XXVI dinastia (Psammetico I) |      |

## Biografia
Unica notizia biografica ricavabile il nome della madre, Irterau(TT390)

## La tomba
Benché recente e risalente alla XXVI dinastia, l'accesso alla TT312 si apre nel cortile di una tomba del Medio Regno ricostruito presso il Metropolitan Museum of Art di New York. Un breve corridoio (1 in planimetria) immette in una sala perpendicolare all'accesso; sulle pareti: su otto registri sovrapposti (2) scene di offertorio al defunto (registri I-VI), del pellegrinaggio ad Abido (VII registro) e dei portatori di offerte (VIII registro). Anche la parete opposta (3) è organizzata in otto registri sovrapposti: scene di offertorio al defunto (registri I-VI), della processione funeraria (VII registro) e dei portatori di offerte (VIII registro) Un timpano rappresenta il dio Anubi come sciacallo, mentre la parte esterna della porta (4) che adduce alla camera funeraria si trova oggi presso il Princeton University Art Museum (cat. 50.127). Il sarcofago venne rinvenuto nella Cache di Deir el-Bahari (DB320).

### Annotazioni
1. ↑  La numerazione dei locali e delle pareti segue quella di Porter e Moss 1927, p. 382.
2. ↑  La prima numerazione delle tombe, dalla numero 1 alla 252, risale al 1913 con l'edizione del "Topographical Catalogue of the Private Tombs of Thebes" di Alan Gardiner e Arthur Weigall. Le tombe erano numerate in ordine di scoperta e non geografico; ugualmente in ordine cronologico di scoperta sono le tombe dalla 253 in poi.
3. ↑  I campi della Duat, ovvero l'aldilà egizio, si trovavano, secondo le credenze, proprio sulla riva occidentale del grande fiume.
4. ↑  Nella sua epoca di utilizzo, l'area era nota come "Quella di fronte al suo Signore" (con riferimento alla riva orientale, dove si trovavano le strutture dei Palazzi di residenza dei re e i templi dei principali dei) o, più semplicemente, "Occidente di Tebe".
5. ↑  le Tombe dei Nobili, benché raggruppate in un'unica area, sono di fatto distribuite su più necropoli distinte.
6. ↑  Le note, sovente di inquadramento topografico della tomba, sono tratte, fino alla TT252, dal "Topographical Catalogue" di Gardiner e Weigall, ed. 1913 e fanno perciò riferimento alla situazione dell'epoca.
7. ↑  Scriba e Capo segreteria della Divina Adoratrice Nitocris.
8. ↑  I registri VII e VIII, strappati, si trovano oggi al Metropolitan Museum of Art (cat. 52.131.1).
9. ↑  I dipinti sono oggi distribuiti tra vari musei: alcuni (del IV registro) presso il Metropolitan Museum of Art; altri (dei registri V-VIII), rappresentanti portatori e portatrici di offerte, presso il Chicago Universitary Oriental Institute (cat. 18236); altri ancora (dal VII registro), rappresentanti dolenti e prefiche, presso il Brooklyn Museum (cat. 52.131.2 e 52.131.3); altri (dal V registro), recanti portatori di offerte e titoli di un principe ereditario, sono oggi al Fitzwilliam Museum di Cambridge (cat. 3001.1943); altri infine, rappresentanti uomini e gazzelle sono presso il Denver Art Museum (cat. 50.127).

### Fonti
1. ↑  Gardiner e Weigall 1913.
2. ↑  Donadoni 1999,  p. 115.
3. 1 2  Porter e Moss 1927, p. 387.
4. ↑  Porter e Moss 1927,  pp. 387-388.